# Historia del universo

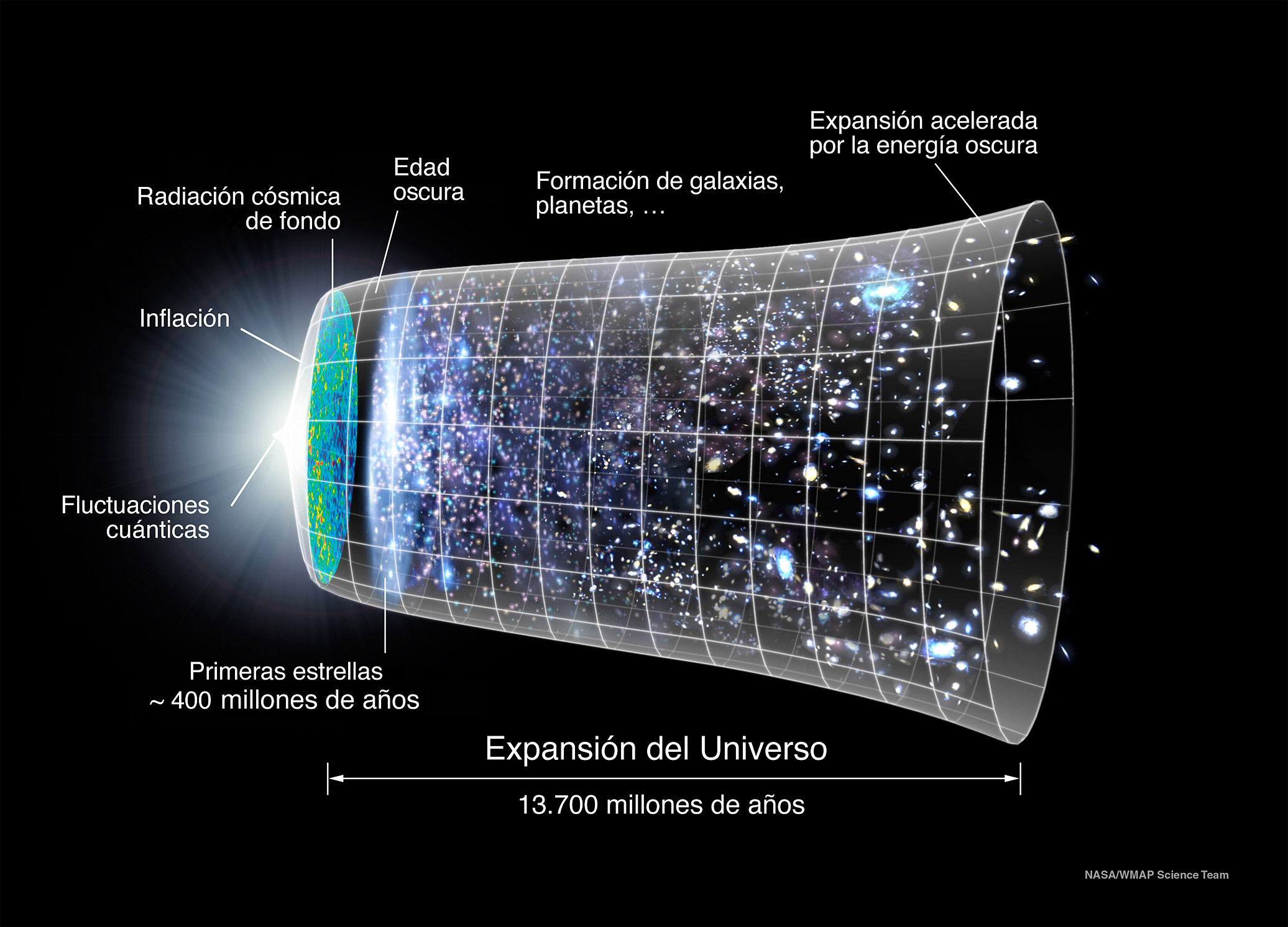
El universo. El eje de la figura representa la dimensión temporal; el diámetro creciente representa la expansión del espacio.

La historia del universo, que también hace alusión a la historia del cosmos (asociado directamente como sinónimo de universo), es un campo temático dedicado al estudio de los 13 700 millones de años de historia del universo o también denominado cosmos, desde el big bang hasta el presente, con sus diferentes etapas. Estudiado, fundamentalmente, por cosmólogos, astrónomos y astrofísicos, así como historiadores de la ciencia.
Más allá de las acepciones propias de las ciencias históricas, a su vez, se llama «historia» al pasado mismo, e incluso puede hablarse de una «historia natural» en que la humanidad no estaba presente, y que se pretende actualizar con la denominada «gran historia»: campo académico interdisciplinar que se define como «el intento de comprender de manera unificada, la historia del cosmos o universo, la Tierra, la vida y la humanidad», cubriendo la historia desde el big bang hasta la historia del mundo actual.
Ese uso del término «historia» lo hace equivalente a «cambio en el tiempo». Esa acepción se contrapone al concepto filosófico, equivalente a esencia o permanencia (lo que permite hablar de una filosofía natural en textos clásicos y en la actualidad, sobre todo en medios académicos anglosajones, como equivalente a la física). Para cualquier campo del conocimiento se puede tener una perspectiva histórica —el cambio— o bien filosófica —su esencia—. De hecho, puede hacerse eso para la historia misma (véase tiempo histórico) y para el tiempo mismo (véase Breve historia del tiempo de Stephen Hawking, libro de divulgación sobre cosmología). En este sentido del término, todo pasado en relación con su presente hace alusión al tiempo y su cronología.

## Historia del cosmos o universo

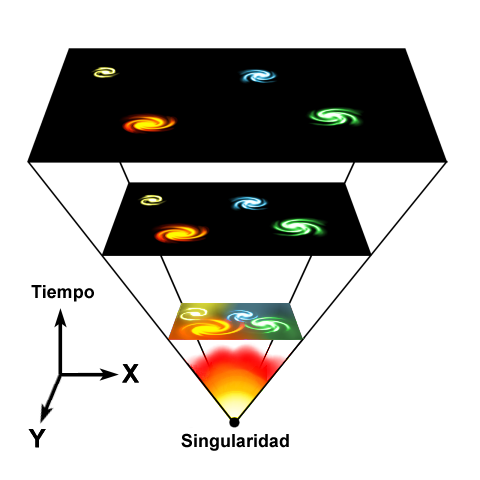
De acuerdo con el modelo del big bang, el universo se expandió a partir de un estado extremadamente denso y caliente y continúa expandiéndose hasta el día de hoy.

La teoría que mejor explica cómo se formó el universo es la teoría del big bang. Esta teoría establece que en sus inicios todo el universo completo se concentraba en un mismo lugar, dando lugar a la expansión del universo. Al principio, el universo era muy pequeño y denso. A este estado se le conoce como bola de fuego primaria. Durante el primer segundo solo podían existir partículas elementales como los protones, neutrones y electrones. Pero el universo se enfrió y expandió rápidamente. Durante los siguientes 500 000 años, la radiación electromagnética (luz) era lo más importante en el universo, por lo que es conocida como la era radiación. Cuando el universo se enfrió al punto donde los átomos más simples (hidrógeno) se pudieron formar, la radiación dejó de dominar y la materia prevaleció. La radiación de fondo de microondas fue producida en este momento. Así comenzó la era de la materia, en donde actualmente existe el universo.
La edad del universo, de acuerdo con la teoría del big bang (gran explosión), es el tiempo histórico del universo definido por su enfriamiento y expansión desde su densidad singular en la gran explosión. El consenso de los científicos contemporáneos es de unos 13 798 ± 37 millones de años, es decir que la edad del universo está comprendida entre 13 761 y 13 835 millones de años.

## Historiografía del cosmos o universo

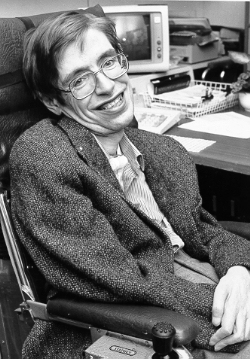
Stephen Hawking, gracias a su obra Brevísima historia del tiempo se le conoció como «el historiador del tiempo» o «el historiador del universo».

La cosmología y la historia natural se han estudiado desde la Antigüedad y en el Renacimiento, y que debido a la especialización y fragmentación de las ramas del saber, fue definitivamente superada por la biología y la geología, para un estudio más pormenorizado de la historia de la vida y de la historia de la Tierra, así como de la cosmología para un estudio del origen e historia del universo, y que actualmente pretende actualizarse con la denominada gran historia.
En 2018 un equipo de investigadores de Estados Unidos ha realizado una simulación que recrea 13 000 millones de años de historia del universo. Los responsables del trabajo, publicados en la revista Nature, son investigadores del Instituto Tecnológico de Massachusetts que han tomado la información obtenida a partir de las observaciones del firmamento y las últimas teorías cosmológicas para tratar de reflejar qué pasó desde el big bang hasta la actualidad. Ese mismo año, gracias a un gran telescopio milimétrico, se comenzará a estudiar desde México «toda la historia del universo», como el descubrimiento de las primeras estrellas, así como el estudio de la historia del sistema solar a través de los estudios de la NASA realizados en Júpiter.
Stephen Hawking, científico autor de libros divulgativos sobre ciencia, en los que discute sobre sus propias teorías y la cosmología en general, como Breve historia del tiempo: del big bang a los agujeros negros (A Brief History of Time: From the Big Bang to Black Holes), de 1988, y Brevísima historia del tiempo (A Briefer History of Time), de 2005, en colaboración con Leonard Mlodinow, en la que trató de explicar de la manera más sencilla posible la historia del universo, motivo por el cual se le conoció como «el historiador del tiempo» o «el historiador del universo».
Entre algunos de los historiadores de la astronomía más destacados figuran John Louis Emil Dreyer, Owen Gingerich, Michael Hoskin, Theodor von Schubert o Herbert Hall Turner.